# 24. februar
24. februar er dag 55 i året, i den gregorianske kalender. Der er 310 dage tilbage af året (311 i skudår). Findes ikke i år 1700 i Danmark pga. skift til ny kalender.
Skuddag.
Dagens navn: Matthias.

### Begivenheder
Født - Dødsfald
- 1389 - Margrete 1. besejrer svenskekongen Albrecht af Mecklenburg i Slaget ved Asie, og får dermed hele Sverige i sin magt.
- 1525 -  Den spanske hær, som bruger det nye våben musketten, slår den fransk-schweiziske hær i slaget ved Pavia.
- 1582 - Pave Gregor 13. indfører den gregorianske kalender. Den bliver dog først indført i Danmark fra 19. februar 1700, som således forvandledes til 1. marts.
- 1716 - 26-årige Peder Wessel adles under navnet Tordenskjold.
- 1819 - Det niårige vidunderbarn Frédéric Chopin debuterer i Warszawa.
- 1848 - Tysksindede Slesvig-Holstenerne gør oprør mod den danske beslutning om at indlemme Hertugdømmet Slesvig i en dansk forfatning (se Treårskrigen).
- 1871 - Dansk Kvindesamfund stiftes.
- 1876 - Peer Gynt af Henrik Ibsen uropføres i Christiania (Oslo).
- 1918 - Estland udråber sin selvstændighed i Pärnu; med Konstantin Päts som landets første præsident.
- 1920 - I München offentliggør Adolf Hitler et 25-punkts program for det nystiftede naziparti.
- 1938 - Nylon bruges første gang kommercielt til fremstilling af tandbørster.
- 1946 - Juan Peron vælges til præsident i Argentina.
- 1981 - Fra Buckingham Palace bekendtgøres prins Charles og Diana Spencers forlovelse.
- 1989 - Ayatollah Khomeini udlover en dusør på 3 millioner dollars til den, der dræber Salman Rushdie, forfatteren til De sataniske vers.
- 1990 - Danmark sætter varmerekord i februar med 15,8 °C målt i København
- 1991 - I 1. Golfkrig begynder allierede nationer landkrigen mod Irak.
- 1992 - Kurt Cobain gifter sig med Courtney Love.
- 1995 - 2nd Screen Actors Guild Awards afholdes i Santa Monica Civic Auditorium, Los Angeles, USA.
- 2003 - Robert Trujillo, Bliver offentliggjort som Metallicas nye bassist.
- 2011 - En dansk familie tages som gidsler af pirater ud for Somalia.
- 2020 - Den tidligere radiovært på Radio24Syv Asger Juhl starter Den Uafhængige.
- 2022 - Dage efter at have anerkendt Donetsk og Luhansk som uafhængige stater, beordrer den russiske præsident Vladimir Putin en fuldskala invasion af Ukraine.

### Født
- 1304 - Ibn Battuta, nordafrikansk opdagelsesrejsende (død 1377).
- 1500 - Karl 5., konge af Spanien og kejser af Det Tysk-romerske rige (død 1558).
- 1786 - Wilhelm Grimm, tysk eventyrforfatter (død 1859).
- 1788 - I.C. Dahl, norsk maler (død 1857).
- 1845 - Charles-Marie Widor, fransk komponist (død 1937).
- 1853 - Stanisław Ignacy Witkiewicz, polsk forfatter (død 1939).
- 1885 - Chester Nimitz, amerikansk admiral (død 1966).
- 1921 - Abe Vigoda, amerikansk skuespiller (død 2016).
- 1921 - Max Leth, dansk kapelmester og pianist (død 2014).
- 1927 - Emmanuelle Riva, fransk skuespillerinde (død 2017).
- 1932 - Michel Legrand, fransk komponist (død 2019).
- 1933 - Flemming la Cour, dansk filminstruktør, tv-producer og journalist (død 2010).
- 1934 - Flemming Nielsen, dansk sportsjournalist og fodboldspiller (død 2018).
- 1935 - Ryhor Baradulin, hviderussisk nationalpoet (død 2014).
- 1938 - James Farentino, amerikansk skuespiller (død 2012).
- 1945 - Mikael Salomon, dansk filmfotograf og -instruktør.
- 1946 - Keld Heick, dansk entertainer og sangskriver.
- 1947 - Rolf Gjedsted, dansk forfatter og billedkunstner (død 2022).
- 1947 - Edward James Olmos, amerikansk skuespiller.
- 1949 - Steen Rømer Larsen, dansk fodboldspiller.
- 1950 - Stig Fogh Andersen, dansk operasanger.
- 1954 - Sid Meier, amerikansk computerspildesigner.
- 1955 - Steve Jobs, amerikansk computerpioner (død 2011).
- 1955   - Alain Prost, fransk racerkører.
- 1961 - Erna Solberg, norsk politiker.
- 1962 - Michelle Shocked, amerikansk singer-songwriter.
- 1966 - Billy Zane, amerikansk skuespiller.
- 1968 - Mads Brenøe, dansk forfatter.
- 1970 - Jason Watt, dansk racerkører.
- 1973 - Philipp Rösler, tysk politiker.
- 1981 - Lleyton Hewitt, australsk tennisspiller.
- 1982 - Klára Koukalová, tjekkisk tennisspiller.
- 1989 - Daniel Kaluuya, engelsk skuespiller.
- 1991 - O'Shea Jackson Jr., amerikansk skuespiller.
- 1994 - Jessica Pegula, amerikansk tennisspiller.

### Dødsfald
- 1704 - Marc-Antoine Charpentier, fransk komponist (født 1643).
- 1799 - Georg Christoph Lichtenberg, tysk fysiker og satiriker (født 1742).
- 1810 - Henry Cavendish, engelsk videnskabsmand (født 1731).
- 1815 - Robert Fulton, amerikansk opfinder (født 1765).
- 1862 - B. S. Ingemann, dansk salmedigter og forfatter (født 1789).
- 1925 - Hjalmar Branting, svensk statsminister og modtager af Nobels fredspris (født 1860).
- 1975 - Nikolaj Bulganin, sovjetisk statsleder (født 1895).
- 1993 - Bobby Moore, engelsk fodboldspiller (født 1941).
- 1994 - Dinah Shore, amerikansk skuespiller og sanger (født 1916).
- 2006 - Dennis Weaver, amerikansk skuespiller (født 1924).
- 2011 - Jens Winther, dansk jazz trompetist, komponist og dirigent (født 1960).
- 2014 - Harold Ramis, amerikansk skuespiller og filminstruktør (født 1944).
- 2025 - Roberta Flack, amerikansk sanger (født 1937).